# Fara San Martino
Fara San Martino är en ort och kommun i provinsen Chieti i regionen Abruzzo i Italien. Kommunen hade 1 351 invånare (2018).